# Lotilia graciliosa
 Lotilia graciliosa és una espècie de peix de la família dels gòbids i de l'ordre dels perciformes.

## Morfologia
- Els mascles poden assolir 4,5 cm de longitud total.[3][4]

## Hàbitat
És un peix marí, de clima tropical i associat als esculls de corall que viu fins als 20 m de fondària.

## Distribució geogràfica
Es troba a Austràlia, Fiji, Guam, Indonèsia, el Japó (incloent-hi les Illes Ryukyu), les Illes Marshall, la Micronèsia, Palau, Papua Nova Guinea i Taiwan.

## Observacions
És inofensiu per als humans.